# Segunda Divisão Espanhola de 2021–22
A Segunda Divisão Espanhola de 2021–22, também conhecida por motivos publicitários como La Liga SmartBank, foi a 91.ª edição do segundo nível do campeonato espanhol. Teve início em 13 de agosto de 2021 e terminou em 19 de junho de 2022. O Almería se sagrou campeão do certame pela primeira vez em sua história, tendo conquistado o acesso junto com Valladolid e Girona, este último pelo play-off. Por outro lado, Amorebieta, Real Sociedad B, Fuenlabrada e Alcorcón foram rebaixados.

## Sistema de competição
A Segunda Divisão da Espanha é organizada pela Liga Nacional de Fútbol Profesional (LFP).
O campeonato é composto por uma equipe de 22 clubes em toda a Espanha. Seguindo um sistema de pontos corridos, as 22 equipes se confrontam em um formato de todos contra todos em jogos de ida e volta totalizando 42 partidas. A ordem dos jogos é decidida por sorteio antes do início da competição.
A classificação final é estabelecida de acordo com a soma dos pontos ganhos em cada confronto, três para uma vitória, um por um empate e nenhum em caso de derrota. Se duas equipes se igualarem em pontos no final do campeonato, os critérios para desempatar a classificação são os seguintes:
1. Saldo de gols no confronto direto.
2. Saldo de gols em todas as partidas do campeonato.

Se três ou mais equipes estiverem empatadas em pontos, os critérios de desempate são:
1. Melhor pontuação no confronto direto entre os clubes envolvidos.
2. Saldo de gols no confronto direto entre os clubes envolvidos.
3. Saldo de gols em todas as partidas do campeonato.
4. O maior número de gols marcados considerando todos os jogos do campeonato.
5. O melhor clube classificado nos escalas de fair play.

## Equipes

### Mudança de times
| Pos | Promovidos à Primeira Divisão |
| --- | ----------------------------- |
| 1º  | Espanyol                      |
| 2º  | Mallorca                      |
| 6º  | Rayo Vallecano (Play-offs)    |

| Pos | Rebaixados da Primeira Divisão |
| --- | ------------------------------ |
| 18º | Huesca                         |
| 19º | Valladolid                     |
| 20º | Eibar                          |

| Pos    | Promovidos da Terceira Divisão |
| ------ | ------------------------------ |
| 1º G.1 | Burgos                         |
| 1º G.2 | Real Sociedad B                |
| 1º G.3 | Ibiza                          |
| 3º G.2 | Amorebieta                     |

| Pos | Rebaixados à Terceira Divisão |
| --- | ----------------------------- |
| 19º | Sabadell                      |
| 20º | UD Logroñés                   |
| 21º | Castellón                     |
| 22º | Albacete                      |

### Equipes participantes
| Equipe            | Cidade                     | Treinador             | Estádio                   | Capacidade | Material Esportivo |
| ----------------- | -------------------------- | --------------------- | ------------------------- | ---------- | ------------------ |
| Alcorcón          | Alcorcón                   | Fran Fernández        | Santo Domingo             | 5.100      | Kappa              |
| Almería           | Almeria                    | Rubi                  | Juegos Mediterráneos      | 15.000     | Adidas             |
| Amorebieta        | Amorebieta-Echano          | Haritz Mújika         | Lezama (campo 2)          | 3.200      | Kappa              |
| Burgos            | Burgos                     | Julián Calero         | El Plantío                | 12.642     | Adidas             |
| Cartagena         | Cartagena                  | Luis Carrión          | Cartagonova               | 15.105     | Adidas             |
| Eibar             | Eibar                      | Gaizka Garitano       | Ipurúa                    | 8.194      | Joma               |
| Fuenlabrada       | Fuenlabrada                | José Ramón Sandoval   | Fernando Torres           | 5.400      | Joma               |
| Girona            | Girona                     | Míchel                | Montilivi                 | 13.450     | Puma               |
| Huesca            | Huesca                     | Xisco Muñoz           | El Alcoraz                | 9.000      | Kelme              |
| Ibiza             | Ibiza                      | Paco Jémez            | Can Misses                | 4.500      | Nike               |
| Las Palmas        | Las Palmas de Gran Canaria | García Pimienta       | Gran Canaria              | 31.250     | Hummel             |
| Leganés           | Leganés                    | Mehdi Nafti           | Butarque                  | 12.450     | Joma               |
| Lugo              | Lugo                       | Rubén Albés           | Anxo Carro                | 7.070      | Kappa              |
| Málaga            | Málaga                     | Pablo Guede           | La Rosaleda               | 30.044     | Nike               |
| Mirandés          | Miranda de Ebro            | Joseba Etxeberria     | Anduva                    | 5.759      | Adidas             |
| Ponferradina      | Ponferrada                 | Bolo                  | El Toralín                | 8.400      | Adidas             |
| Real Oviedo       | Oviedo                     | Cuco Ziganda          | Carlos Tartiere           | 30.500     | Adidas             |
| Real Sociedad B   | San Sebastián              | Xabi Alonso           | José Luis Orbegozo        | 2.500      | Macron             |
| Sporting de Gijón | Gijón                      | Abelardo              | El Molinón                | 30.000     | Nike               |
| Tenerife          | Santa Cruz de Tenerife     | Luis Miguel Ramis     | Heliodoro Rodríguez López | 22.824     | Hummel             |
| Valladolid        | Valladolid                 | Pacheta               | José Zorrilla             | 27.618     | Adidas             |
| Zaragoza          | Saragoça                   | Juan Ignacio Martínez | La Romareda               | 33.608     | Adidas             |

## Classificação
Atualizado em 28 de maio de 2022.
| Pos | Equipes           | Pts | J  | V  | E  | D  | GM | GS | SG  | Classificação ou rebaixamento                  |
| --- | ----------------- | --- | -- | -- | -- | -- | -- | -- | --- | ---------------------------------------------- |
| 1   | Almería           | 81  | 42 | 24 | 9  | 9  | 68 | 35 | +33 | Promoção à La Liga de 2022–23                  |
| 2   | Valladolid        | 81  | 42 | 24 | 9  | 9  | 71 | 43 | +28 | Promoção à La Liga de 2022–23                  |
| 3   | Eibar             | 80  | 42 | 23 | 11 | 8  | 61 | 45 | +16 | Play-off de promoção                           |
| 4   | Las Palmas        | 70  | 42 | 19 | 13 | 10 | 57 | 47 | +10 | Play-off de promoção                           |
| 5   | Tenerife          | 69  | 42 | 20 | 9  | 13 | 53 | 37 | +16 | Play-off de promoção                           |
| 6   | Girona            | 68  | 42 | 20 | 8  | 14 | 57 | 42 | +15 | Play-off de promoção                           |
| 7   | Real Oviedo       | 68  | 42 | 17 | 17 | 8  | 57 | 41 | +16 |                                                |
| 8   | Ponferradina      | 63  | 42 | 17 | 12 | 13 | 57 | 55 | +2  |                                                |
| 9   | Cartagena         | 60  | 42 | 18 | 6  | 18 | 63 | 57 | +6  |                                                |
| 10  | Zaragoza          | 56  | 42 | 12 | 20 | 10 | 39 | 46 | –7  |                                                |
| 11  | Burgos            | 55  | 42 | 15 | 10 | 17 | 41 | 41 | 0   |                                                |
| 12  | Leganés           | 54  | 42 | 13 | 15 | 14 | 50 | 51 | –1  |                                                |
| 13  | Huesca            | 54  | 42 | 13 | 15 | 14 | 49 | 44 | +5  |                                                |
| 14  | Mirandés          | 52  | 42 | 15 | 7  | 20 | 58 | 62 | –4  |                                                |
| 15  | Ibiza             | 52  | 42 | 12 | 16 | 14 | 53 | 59 | –6  |                                                |
| 16  | Lugo              | 50  | 42 | 10 | 20 | 12 | 46 | 52 | –6  |                                                |
| 17  | Sporting de Gijón | 46  | 42 | 11 | 13 | 18 | 43 | 48 | –5  |                                                |
| 18  | Málaga            | 45  | 42 | 11 | 12 | 19 | 36 | 57 | –21 |                                                |
| 19  | Amorebieta        | 43  | 42 | 9  | 16 | 17 | 44 | 63 | –19 | Zona de rebaixamento à Primera RFEF de 2022–23 |
| 20  | Real Sociedad B   | 40  | 42 | 10 | 10 | 22 | 43 | 61 | –18 | Zona de rebaixamento à Primera RFEF de 2022–23 |
| 21  | Fuenlabrada       | 33  | 42 | 6  | 15 | 21 | 39 | 65 | –26 | Zona de rebaixamento à Primera RFEF de 2022–23 |
| 22  | Alcorcón          | 29  | 42 | 6  | 11 | 25 | 37 | 71 | –34 | Zona de rebaixamento à Primera RFEF de 2022–23 |

### Confrontos
|                 | ALC | ALM | AMO | BUR | CAR | EIB | FUE | GIR | HUE | IBI | LPA | LEG | LUG | MÁL | MIR | PON | ROV | RSO | SGI | TEN | VLL | ZAR |
| --------------- | --- | --- | --- | --- | --- | --- | --- | --- | --- | --- | --- | --- | --- | --- | --- | --- | --- | --- | --- | --- | --- | --- |
| Alcorcón        | —   | 0–4 | 2–2 | 1–0 | 1–1 | 1–0 | 0–2 | 0–1 | 1–0 | 0–2 | 0–2 | 3–3 | 1–1 | 0–1 | 0–0 | 2–2 | 1–2 | 1–4 | 1–1 | 0–2 | 1–2 | 1–2 |
| Almería         | 1–1 | —   | 3–0 | 2–0 | 0–1 | 0–2 | 3–1 | 0–1 | 0–0 | 2–0 | 1–1 | 1–0 | 3–3 | 2–0 | 2–1 | 3–0 | 2–1 | 3–1 | 1–0 | 3–1 | 3–1 | 3–0 |
| Amorebieta      | 0–0 | 2–1 | —   | 2–2 | 2–3 | 1–1 | 2–1 | 1–0 | 1–0 | 3–1 | 1–1 | 1–3 | 1–3 | 1–2 | 1–0 | 1–0 | 1–1 | 1–2 | 1–1 | 1–1 | 4–1 | 1–1 |
| Burgos          | 3–1 | 0–2 | 2–2 | —   | 1–1 | 0–1 | 2–0 | 0–0 | 3–1 | 2–1 | 0–0 | 4–0 | 1–1 | 3–0 | 1–0 | 1–0 | 0–1 | 0–0 | 0–0 | 1–0 | 3–0 | 0–1 |
| Cartagena       | 3–1 | 1–3 | 5–0 | 1–0 | —   | 4–1 | 3–0 | 3–0 | 0–3 | 5–1 | 0–2 | 0–0 | 2–1 | 3–1 | 3–0 | 0–1 | 1–2 | 1–0 | 1–0 | 1–1 | 2–3 | 3–0 |
| Eibar           | 2–1 | 1–0 | 1–0 | 2–0 | 2–1 | —   | 0–0 | 4–2 | 2–1 | 3–1 | 2–2 | 1–1 | 1–0 | 2–2 | 1–1 | 0–1 | 1–0 | 3–2 | 3–2 | 2–0 | 0–2 | 2–0 |
| Fuenlabrada     | 2–2 | 1–1 | 0–0 | 1–2 | 2–1 | 0–0 | —   | 1–2 | 2–3 | 1–2 | 3–2 | 2–1 | 1–1 | 1–0 | 1–1 | 2–3 | 0–0 | 1–2 | 0–0 | 1–2 | 0–0 | 1–1 |
| Girona          | 3–1 | 1–2 | 2–0 | 3–1 | 2–0 | 0–1 | 2–1 | —   | 1–3 | 5–1 | 0–0 | 3–0 | 1–1 | 1–0 | 2–0 | 3–0 | 2–1 | 2–0 | 1–2 | 0–1 | 1–0 | 1–1 |
| Huesca          | 0–0 | 1–1 | 1–1 | 1–0 | 2–0 | 2–0 | 0–0 | 0–1 | —   | 0–0 | 0–0 | 0–2 | 1–0 | 0–0 | 4–0 | 1–2 | 1–2 | 3–2 | 1–1 | 1–2 | 3–2 | 1–1 |
| Ibiza           | 6–2 | 0–1 | 1–1 | 2–0 | 2–1 | 2–0 | 3–1 | 1–1 | 2–1 | —   | 1–1 | 1–1 | 1–1 | 2–2 | 0–2 | 0–1 | 1–1 | 2–2 | 0–2 | 0–0 | 1–2 | 2–2 |
| Las Palmas      | 3–0 | 1–1 | 1–0 | 0–2 | 4–1 | 0–1 | 2–1 | 1–3 | 2–1 | 1–1 | —   | 4–2 | 2–2 | 2–1 | 1–0 | 2–1 | 2–1 | 0–0 | 1–0 | 2–1 | 1–1 | 2–3 |
| Leganés         | 1–0 | 2–2 | 1–0 | 0–0 | 1–1 | 2–3 | 3–2 | 1–1 | 2–1 | 1–2 | 4–1 | —   | 1–1 | 0–3 | 2–0 | 1–1 | 0–0 | 1–1 | 1–1 | 1–2 | 0–2 | 2–1 |
| Lugo            | 1–0 | 2–1 | 1–1 | 1–0 | 1–0 | 2–2 | 1–3 | 1–0 | 3–2 | 0–0 | 2–0 | 0–0 | —   | 1–0 | 2–1 | 1–2 | 1–1 | 0–0 | 1–1 | 0–2 | 0–2 | 1–1 |
| Málaga          | 1–0 | 0–1 | 1–2 | 0–1 | 1–1 | 1–3 | 1–0 | 2–0 | 0–2 | 0–5 | 2–1 | 0–2 | 1–0 | —   | 0–0 | 0–0 | 0–0 | 2–1 | 2–2 | 1–0 | 2–2 | 1–1 |
| Mirandés        | 1–3 | 1–4 | 2–0 | 3–1 | 2–1 | 3–3 | 5–1 | 1–2 | 0–1 | 4–0 | 4–2 | 1–2 | 3–2 | 3–0 | —   | 3–1 | 1–1 | 2–0 | 0–3 | 2–1 | 0–1 | 2–0 |
| Ponferradina    | 1–0 | 1–0 | 1–1 | 3–1 | 4–2 | 2–2 | 0–0 | 2–1 | 1–1 | 1–1 | 1–2 | 0–3 | 3–1 | 4–0 | 2–1 | —   | 1–2 | 3–2 | 4–1 | 1–2 | 2–2 | 0–0 |
| Real Oviedo     | 3–1 | 2–0 | 2–0 | 1–3 | 2–0 | 1–1 | 3–0 | 0–0 | 3–3 | 3–2 | 1–1 | 1–0 | 2–2 | 2–1 | 3–0 | 2–0 | —   | 0–1 | 1–1 | 0–0 | 3–0 | 3–3 |
| Real Sociedad B | 2–4 | 0–2 | 2–1 | 0–1 | 1–2 | 2–3 | 0–0 | 1–2 | 0–2 | 0–1 | 0–1 | 1–0 | 1–1 | 2–0 | 1–3 | 1–1 | 1–1 | —   | 2–1 | 1–2 | 0–2 | 1–2 |
| Sporting Gijón  | 1–0 | 0–1 | 2–1 | 1–0 | 4–1 | 0–1 | 1–1 | 2–1 | 1–1 | 0–1 | 0–1 | 2–1 | 1–1 | 2–1 | 2–1 | 2–3 | 0–1 | 0–1 | —   | 1–2 | 1–2 | 1–2 |
| Tenerife        | 1–0 | 0–1 | 2–1 | 4–0 | 1–2 | 0–1 | 3–1 | 2–1 | 0–0 | 2–0 | 0–1 | 0–0 | 1–1 | 0–2 | 1–2 | 2–0 | 4–0 | 2–0 | 0–0 | —   | 1–4 | 1–1 |
| Valladolid      | 2–0 | 2–2 | 5–1 | 1–0 | 2–0 | 2–0 | 3–0 | 2–2 | 3–0 | 1–1 | 0–1 | 1–0 | 4–1 | 1–1 | 3–1 | 2–0 | 2–1 | 1–2 | 1–0 | 0–2 | —   | 2–0 |
| Zaragoza        | 0–3 | 2–0 | 1–1 | 0–0 | 0–1 | 1–0 | 2–1 | 1–0 | 0–0 | 0–0 | 2–1 | 0–2 | 1–0 | 1–1 | 1–1 | 1–1 | 0–0 | 1–1 | 2–0 | 0–2 | 0–0 | —   |

| Vitória do mandante; Vitória do visitante; Empate. | O negrito significa que há rivalidade entre as duas equipes. |

## Desempenho por rodada
Clubes que lideraram o campeonato ao final de cada rodada:
| Rodadas | Rodadas | Rodadas | Rodadas | Rodadas | Rodadas | Rodadas | Rodadas | Rodadas | Rodadas | Rodadas | Rodadas | Rodadas | Rodadas | Rodadas | Rodadas | Rodadas | Rodadas | Rodadas | Rodadas | Rodadas | Rodadas | Rodadas | Rodadas | Rodadas | Rodadas | Rodadas | Rodadas | Rodadas | Rodadas | Rodadas | Rodadas | Rodadas | Rodadas | Rodadas | Rodadas | Rodadas | Rodadas | Rodadas | Rodadas | Rodadas | Rodadas |
| ------- | ------- | ------- | ------- | ------- | ------- | ------- | ------- | ------- | ------- | ------- | ------- | ------- | ------- | ------- | ------- | ------- | ------- | ------- | ------- | ------- | ------- | ------- | ------- | ------- | ------- | ------- | ------- | ------- | ------- | ------- | ------- | ------- | ------- | ------- | ------- | ------- | ------- | ------- | ------- | ------- | ------- |
| 1       | 2       | 3       | 4       | 5       | 6       | 7       | 8       | 9       | 10      | 11      | 12      | 13      | 14      | 15      | 16      | 17      | 18      | 19      | 20      | 21      | 22      | 23      | 24      | 25      | 26      | 27      | 28      | 29      | 30      | 31      | 32      | 33      | 34      | 35      | 36      | 37      | 38      | 39      | 40      | 41      | 42      |
| ALM     | HUE     | PON     | SGI     | SGI     | PON     | SGI     | ALM     | ALM     | SGI     | ALM     | ALM     | ALM     | ALM     | ALM     | ALM     | ALM     | ALM     | ALM     | ALM     | ALM     | ALM     | ALM     | EIB     | EIB     | EIB     | EIB     | EIB     | EIB     | EIB     | EIB     | EIB     | EIB     | EIB     | EIB     | EIB     | EIB     | EIB     | ALM     | ALM     | EIB     | ALM     |

Clubes que ficaram na última posição do campeonato ao final de cada rodada:
| Rodadas | Rodadas | Rodadas | Rodadas | Rodadas | Rodadas | Rodadas | Rodadas | Rodadas | Rodadas | Rodadas | Rodadas | Rodadas | Rodadas | Rodadas | Rodadas | Rodadas | Rodadas | Rodadas | Rodadas | Rodadas | Rodadas | Rodadas | Rodadas | Rodadas | Rodadas | Rodadas | Rodadas | Rodadas | Rodadas | Rodadas | Rodadas | Rodadas | Rodadas | Rodadas | Rodadas | Rodadas | Rodadas | Rodadas | Rodadas | Rodadas | Rodadas |
| ------- | ------- | ------- | ------- | ------- | ------- | ------- | ------- | ------- | ------- | ------- | ------- | ------- | ------- | ------- | ------- | ------- | ------- | ------- | ------- | ------- | ------- | ------- | ------- | ------- | ------- | ------- | ------- | ------- | ------- | ------- | ------- | ------- | ------- | ------- | ------- | ------- | ------- | ------- | ------- | ------- | ------- |
| 1       | 2       | 3       | 4       | 5       | 6       | 7       | 8       | 9       | 10      | 11      | 12      | 13      | 14      | 15      | 16      | 17      | 18      | 19      | 20      | 21      | 22      | 23      | 24      | 25      | 26      | 27      | 28      | 29      | 30      | 31      | 32      | 33      | 34      | 35      | 36      | 37      | 38      | 39      | 40      | 41      | 42      |
| AMO     | AMO     | ALC     | ALC     | LEG     | ALC     | ALC     | ALC     | ALC     | ALC     | ALC     | ALC     | ALC     | ALC     | ALC     | ALC     | ALC     | ALC     | ALC     | ALC     | ALC     | ALC     | ALC     | ALC     | ALC     | ALC     | ALC     | ALC     | ALC     | ALC     | ALC     | ALC     | ALC     | ALC     | ALC     | ALC     | ALC     | ALC     | ALC     | ALC     | ALC     | ALC     |

## Play-offs

### Esquema
|  | Semifinais | Semifinais | Semifinais | Semifinais |   |        | Final | Final | Final | Final |
|  |            |            |            |            |   |        |       |       |       |       |
|  | Girona     | 0          | 2          | 2          |   |        |       |       |       |       |
|  | Eibar      | 1          | 0          | 1          |   |        |       |       |       |       |
|  | Eibar      | 1          | 0          | 1          |   | Girona | 0     | 3     | 3     |       |
|  |            |            |            |            |   | Girona | 0     | 3     | 3     |       |
|  |            | Tenerife   | 0          | 1          | 1 |        |       |       |       |       |
|  | Tenerife   | Tenerife   | 0          | 1          | 1 | 1      | 2     | 3     |       |       |
|  | Tenerife   |            |            |            |   | 1      | 2     | 3     |       |       |
|  | Las Palmas | 0          | 1          | 1          |   |        |       |       |       |       |

### Semifinais

#### Jogos de ida
| 1 de junho de 2022      | Tenerife      | 1 – 0     | Las Palmas | Heliodoro R. López, Santa Cruz de Tenerife          |
| 21:00 (UTC+2) Histórico | José León 36' | Relatório |            | Público: 19 702 Árbitro: Javier Iglesias Villanueva |

| 2 de junho de 2022 | Girona | 0 – 1     | Eibar           | Montilivi, Girona                  |
| 19:00 (UTC+2)      |        | Relatório | 28' Ager Aketxe | Árbitro: Luis Mario Milla Alvendiz |

#### Jogos de volta
| 4 de junho de 2022      | Las Palmas  | 1 – 2     | Tenerife                 | Gran Canaria, Las Palmas de Gran Canaria            |
| 21:00 (UTC+2) Histórico | Curbelo 71' | Relatório | 4', 45+6' (pen.) Gallego | Público: 31 502 Árbitro: Jon Ander González Esteban |

| 5 de junho de 2022 | Eibar | 0 – 2 (pro) | Girona                       | Ipurúa, Eibar                     |
| 18:30 (UTC+2)      |       | Relatório   | 1' Borja García · 91' Stuani | Árbitro: Juan Luis Pulido Santana |

### Final

#### Jogo de ida
| 11 de junho de 2022 | Girona | 0 – 0     | Tenerife | Montilivi, Girona                                       |
| 21:00 (UTC+2)       |        | Relatório |          | Público: 11 303 Árbitro: Francisco José Hernández Maeso |

#### Jogo de volta
| 19 de junho de 2022 | Tenerife        | 1 – 3     | Girona                                                 | Heliodoro R. López, Santa Cruz de Tenerife |
| 21:00 (UTC+2)       | Carlos Ruiz 56' | Relatório | 42' (pen.) Stuani · 68' José León · 80' Arnau Martínez | Árbitro: Dámaso Arcediano Monescillo       |

Girona venceu por 3–1 no agregado e se classificou para a La Liga de 2022–23.

## Estatísticas
Atualizado em 29 de maio de 2022.
| Pos. | Jogador          | Equipe            | Gols |
| ---- | ---------------- | ----------------- | ---- |
| 1    | Borja Bastón     | Real Oviedo       | 22   |
| 1    | Cristhian Stuani | Girona            | 22   |
| 3    | Stoichkov        | Eibar             | 21   |
| 4    | Rubén Castro     | Cartagena         | 20   |
| 4    | Shon Weissman    | Valladolid        | 20   |
| 6    | Umar Sadiq       | Almería           | 18   |
| 7    | Sergio Camello   | Mirandés          | 15   |
| 8    | Yuri             | Ponferradina      | 14   |
| 8    | Jaime Seoane     | Huesca            | 14   |
| 8    | Jonathan Viera   | Las Palmas        | 14   |
| 8    | Uroš Đurđević    | Sporting de Gijón | 14   |
| 12   | Gorka Guruzeta   | Amorebieta        | 13   |

| Pos. | Jogador            | Equipe       | Assists |
| ---- | ------------------ | ------------ | ------- |
| 1    | Rodrigo Riquelme   | Mirandés     | 12      |
| 2    | Rubén Pardo        | Leganés      | 9       |
| 2    | Umar Sadiq         | Almería      | 9       |
| 2    | Borja Sánchez      | Real Oviedo  | 9       |
| 5    | Francisco Portillo | Almería      | 8       |
| 6    | Rubén Castro       | Cartagena    | 7       |
| 6    | Pablo de Blasis    | Cartagena    | 7       |
| 6    | Edu Expósito       | Eibar        | 7       |
| 6    | Fran Gámez         | Zaragoza     | 7       |
| 6    | Roque Mesa         | Valladolid   | 7       |
| 6    | Ríos Reina         | Ponferradina | 7       |
| 6    | Álvaro Tejero      | Eibar        | 7       |

### Hat-tricks
| Jogador          | Para       | Contra     | Resultado | Data                    | Ref.   |
| ---------------- | ---------- | ---------- | --------- | ----------------------- | ------ |
| Dyego Sousa      | Almería    | Mirandés   | 4–1       | 24 de outubro de 2021   | [ 50 ] |
| Cristhian Stuani | Girona     | Alcorcón   | 3–1       | 4 de novembro de 2021   | [ 51 ] |
| Juanma García    | Burgos     | Leganés    | 4–0       | 23 de janeiro de 2022   | [ 52 ] |
| Sergio León      | Valladolid | Amorebieta | 5–1       | 27 de fevereiro de 2022 | [ 53 ] |
| Rubén Castro     | Cartagena  | Amorebieta | 5–0       | 21 de maio de 2022      | [ 54 ] |